# Steve Andrascik
Steven George Andrascik, né le 6 novembre 1948 à Sherridon, dans la province du Manitoba au Canada et mort le 11 mai 2024 à Delmar dans l'État du Maryland aux États-Unis, est un joueur professionnel retraité de hockey sur glace.

## Carrière
Choisi lors du repêchage de 1968 en 11e position par les Red Wings de Détroit. Il n'évoluera pas dans la Ligue nationale de hockey mais dans la Ligue américaine de hockey avec les Reds de Providence. Sans avoir joué le moindre match, avec les Red Wings, il est échangé en 1971 aux Rangers de New York en retour de Don Luce.
Il devra attendre les séries éliminatoires de 1972 pour pouvoir jouer son premier et dernier match de LNH.
Il est transféré aux Penguins de Pittsburgh, mais là aussi il ne jouera aucun match avec cette franchise.
Il évoluera dans l'Association mondiale de hockey, avec entre autres les Racers d'Indianapolis, avant de finir sa carrière de joueur dans la LAH, avec les Bears de Hershey.

## Décès
Steve Andrascik meurt le 11 mai 2024 à Delmar dans le Maryland à l'âge de 75 ans.

## Statistiques
Pour les significations des abréviations, voir Statistiques du hockey sur glace.
| Saison     | Équipe                                 | Ligue      |    | Saison régulière | Saison régulière | Saison régulière | Saison régulière | Saison régulière |   | Séries éliminatoires | Séries éliminatoires | Séries éliminatoires | Séries éliminatoires | Séries éliminatoires |
| Saison     | Équipe                                 | Ligue      | PJ | B                | A                | Pts              | Pun              | PJ               | B | A                    | Pts                  | Pun                  |                      |                      |
| 1968-1969  | Bombers de Flin Flon                   | HOC        |    |                  |                  |                  |                  |                  |   |                      |                      |                      |                      |                      |
| 1969-1970  | Wings de Fort Worth                    | LCH        | 69 | 8                | 7                | 15               | 80               | 7                | 0 | 1                    | 1                    | 5                    |                      |                      |
| 1970-1971  | Wings de Fort Worth                    | LCH        | 8  | 2                | 1                | 3                | 23               | -                | - | -                    | -                    | -                    |                      |                      |
| 1970-1971  | Knights d'Omaha                        | LCH        | 65 | 23               | 14               | 37               | 81               | 11               | 2 | 0                    | 2                    | 24                   |                      |                      |
| 1971-1972  | Reds de Providence                     | LAH        | 74 | 14               | 10               | 24               | 104              | 5                | 2 | 0                    | 2                    | 8                    |                      |                      |
| 1971-1972  | Rangers de New York                    | LNH        | -  | -                | -                | -                | -                | 1                | 0 | 0                    | 0                    | 0                    |                      |                      |
| 1972-1973  | Reds de Providence                     | LAH        | 41 | 8                | 9                | 17               | 44               | 4                | 0 | 3                    | 3                    | 9                    |                      |                      |
| 1973-1974  | Bears de Hershey                       | LAH        | 70 | 23               | 43               | 66               | 36               | 14               | 3 | 7                    | 10                   | 44                   |                      |                      |
| 1974-1975  | Racers d'Indianapolis                  | AMH        | 20 | 2                | 4                | 6                | 16               | -                | - | -                    | -                    | -                    |                      |                      |
| 1974-1975  | Stags du Michigan/ Blades de Baltimore | AMH        | 57 | 4                | 7                | 11               | 42               | -                | - | -                    | -                    | -                    |                      |                      |
| 1974-1975  | Generals de Greensboro                 | SHL        | 3  | 1                | 0                | 1                | 0                | -                | - | -                    | -                    | -                    |                      |                      |
| 1975-1976  | Stingers de Cincinnati                 | AMH        | 20 | 3                | 2                | 5                | 21               | -                | - | -                    | -                    | -                    |                      |                      |
| 1975-1976  | Gulls de Hampton                       | SHL        | 32 | 16               | 15               | 31               | 26               | 9                | 6 | 5                    | 11                   | 24                   |                      |                      |
| 1976-1977  | Bears de Hershey                       | LAH        | 79 | 16               | 23               | 39               | 59               | 6                | 1 | 1                    | 2                    | 11                   |                      |                      |
| 1977-1978  | Bears de Hershey                       | LAH        | 79 | 4                | 9                | 13               | 21               | -                | - | -                    | -                    | -                    |                      |                      |
| Totaux LNH | Totaux LNH                             | Totaux LNH | -  | -                | -                | -                | -                | 1                | 0 | 0                    | 0                    | 0                    |                      |                      |